# ブライエリン・マルティネス
ブライエリン・マルティネス（Brayelin Elizabeth Martínez、1996年9月11日 - ）は、ドミニカ共和国の女子バレーボール選手である。ドミニカ共和国代表。

## 私生活
ブライエリンは1996年9月11日にドミニカ共和国首都地区のヴィラ・フアナ（英語版）で誕生した。
マルティネス家はアスリートの家系で、母のアグリピナはバレーボールドミニカ共和国女子ユース代表及びジュニア代表チームの団長を務める人物である。兄弟姉妹のヒネイリもブライエリンと同じくバレーボールナショナルチームのメンバー、BrayanはMLBピッツバーグ・パイレーツの投手である。バスケットボール選手のジャック・マイケル・マルティネス（英語版）は従姉妹にあたり、元バスケットボール代表で現政治家のSoterio Ramírezは叔父に当たる。
ブライエリンは、7歳の時に自国開催となったパンアメリカン競技大会でバレーボールに魅せられて、競技を始めた。2015年8月現在、APEC大学（英語版）で経営学を学ぶ学生である。

## 選手キャリア

### 2010年
ブライエリンが所属していたクラブセントロは、サンクリストバル・スーペリア選手権大会で優勝し、MVPに輝いた。その後、Distrito Nacional（英語版）に入団し、国内カップ戦でラ・ロマーナ（英語版）に決勝で敗れたもののベストスパイカーに選出されている。

### 2011年
ペルーで開催されたモビスターカップにドミニカ共和国ジュニア代表の一員として参加したブライエリンは、銀メダルを獲得した。
6月に開催されたジュニアパンアメリカンカップ（英語版）に出場し銀メダルを獲得するや、引き続き翌月に開催されたユースパンアメリカンカップ（英語版）では3位決定戦でフルセットの激闘を制して31得点をあげる活躍をみせ、ベストスパイカーに選出されている。同月に開催されたジュニア世界選手権（英語版）に出場して、同国ジュニアチームは5位入賞を果たし、自身もベストスコアラー部門で4位に食い込む活躍を見せた。
その後、ドミニカ共和国国内クラブチームのMirador（英語版）に入団し、カタールのドーハで開催された世界クラブ選手権に出場した。同大会では、3位決定戦でOsasco（英語版）に敗戦している 。国内ユース選手権においては選手宣誓を行う栄誉にも浴している。
11月に開催されたワールドカップに最年少プレーヤーとして出場し、シニア代表デビューを果たした。ドミニカ共和国代表チームはこれまでの最高位となる8位となった。

### 2012年
ブライエリンは、7月にメキシコのシウダー・フアレスで開催されたシニアパンアメリカンカップに出場し、3位決定戦でフルセットの末にキューバに敗れ表彰台を逸した。8月開催のFIVB2012年ワールドグランプリにシニアチームの一員として出場した。これは大会最年少プレーヤーであった。大会の結果は12位で終わっている。
7月に開催されたハイパフォーマンス選手権においてアメリカ合衆国ジュニアチームに敗れ銀メダルに留まったが、ブライエリンは大会ベスト6（Junior All-Tournament Team）のメンバーに選出された。直後にティフアナに移動したドミニカ共和国ユース代表チームは、NORCECAユース選手権に出場し、銀メダルを獲得。ブライエリンはベストスコアラーとベストスパイカー賞に輝いた。
8月に開催されたジュニアNORCECA選手権大会に出場したドミニカ共和国女子ジュニア代表は金メダルを獲得し、ジュニア世界選手権とU23パンアメリカンカップ大会の出場権を得たが
、ブライエリンはこの大会でもベストスコアラーを手中にした。
ドミニカ共和国国内では首都地区ジュニアチームの一員として国内ジュニア選手権でラ・ロマーナを破って優勝し、大会MVPとベストスコアラーに輝いた。

### 2013年
ブライエリンはドミニカ共和国女子ジュニア代表の一員として、メキシコのティフアナに遠征し、バハ・カリフォルニア国際大会に出場した。決勝でバハ・カリフォルニアジュニアチームに2-0のストレート勝ちを収めた。その後グアテマラに移動し、ドミニカ共和国女子ユース代表に合流してユースパンアメリカンカップに出場した。集中力を欠き準決勝でプエルトリコにフルセット負けを喫したものの、3位決定戦でアルゼンチンに3-1で勝利した。
3月にキューバのハバナで開催されたジュニア・パンアメリカンカップ大会に出場し、決勝でメキシコに1-3で涙を飲んだ。その後、自国内で開催されたビーチバレー大会にも出場し、30,000RD$のボーナスを獲得した。
5月に開催されたモントルーバレーマスターズと6月に開催されたパンアメリカンカップでは、シニア代表チームに加わり、それぞれ銅メダルと銀メダルを獲得した。さらに連戦は続きチェコのブルノで開催されたジュニア世界選手権に出場。チームは8位となったが、ブライエリンは中華人民共和国チームの朱婷と並び167得点をマークしてベストスコアラー部門でトップとなった。7月末にタイ王国のナコーンラーチャシーマーで開催されたユース世界選手権に出場し、ベストアウトサイドヒッターに選出された。この時、ベストスコアラー部門では4位に食い込んでいる。
8月にはシニア代表に招集されてワールドグランプリに出場。9月にはNORCECA選手権に出場し銀メダルを獲得。10月にはメキシコのメヒカリほかで開催された第1回世界U23選手権に出場し、決勝で中華人民共和国に敗れはしたものの銀メダルに輝き、古賀紗理那とともに自らもベストアウトサイドヒッター賞を受賞した。
11月、ブライエリン自身としてはこの年5度目の国際大会となる、日本開催のワールドグランドチャンピオンズカップにシニアチームに加わりワイルドカードとして出場した。結果はタイに勝利したものの勝ち点差で及ばず最下位となった。
3月から11月に及んだブライエリンの、この1年の長い長い遠征はのべ57,801キロメートルにも達した。

### 2014年
3月、ブライエリンはサント・ドミンゴ州スーペリア大会に、Playeras de Boca Chicaチームの一員として出場し、チームのベストスコアラーに輝いた。その後、APEC大学（英語版）に入学し国内大学大会においてチームを優勝に導いている。
ドミニカ共和国のスポーツ記者協会はブライエリンを「バレーボール年間最優秀選手」として表彰した。全スポーツを対象とした大賞にも推薦されたが、競馬騎手であるジョエル・ロサリオ（英語版）が受賞者となった。
2014年世界選手権NORCECA予選では、シニアチームに加わり予選突破に貢献している。ブライエリンは規律正しく、勇敢で健気な女性として知られて、この年ジュニアチームの主将を務め、NORCECAジュニア選手権（英語版）ではチームを銅メダルに導いている。
2014年FIVBワールドグランプリにおいて、シニアチームの多数の選手がチクングニア熱に罹患した。ブライエリンは攻撃の主力として奮闘したが、トルコにフルセット勝ちしたのみで通算1勝8敗となりグループ1の最下位に沈んだ。
ブライエリンは主将として、第2回U-23パンアメリカンカップに臨み決勝戦でコロンビアに3-1で勝利した。同大会では自らも大会MVP、ベストスコアラー及びベストスパイカー賞の栄に浴した。
ブライエリンは9月23日からイタリアで開催された2014年バレーボール女子世界選手権に初出場した。チームはイタリアをフルセットで破るなど5勝無敗で1次ラウンドを終え、2次ラウンド終了時点で7勝2敗となって、ドミニカ共和国女子代表では史上初なる3次ラウンド進出を果たしたが、中国、ブラジルに敗れ、5位に甘んじた。
世界選手権終了後、ブライエリンらシニアチームのメンバーはメキシコのベラクルスへ飛び、11月に開催された中央アメリカ・カリブ海競技大会に出場し、四大会連続となる金メダルを手中にした。

### 2015年
バレーボール女子世界クラブ選手権にMirador（英語版）がワイルドカードとして出場が決定した際、監督のマルコス・クビエク（英語版）は、チーム強化のために若手選手であるブライエリンを補強した。しかしヴォレロ・チューリッヒに1-3、レクソーナ・アデスに0-3で敗れて、久光製薬スプリングスとならび5位タイとなった。同じく5月に開催されたモントルーバレーマスターズに出場したが、ドミニカ共和国チームは7位タイに終わった。ブライエリンらナショナルチームメンバーは直ちに帰国するや、NORCECAチャンピオンズカップに出場し金メダルを獲得するとともに、同年のワールドカップ出場権を獲得した。
6月、ペルーのリマで開催された第14回パンアメリカンカップに出場し、決勝でアメリカ合衆国にストレート負けを喫したものの銀メダルを獲得した。
7月に開催された2015年パンアメリカン競技大会に出場し、アメリカ合衆国チームに準決勝で敗れたものの、3位決定戦でプエルトリコに3-1で勝ち、銅メダルを獲得した。
8月から9月にかけて日本で開催されたワールドカップにシニアチームのメンバーとして加わり、チーム歴代最高位となる7位となった。大会が閉幕するやプエルトリコに飛び、同地で開催された世界U20選手権に出場。全試合で177点をマークしベストスコアラーに輝くと同時に決勝のブラジル戦でも32得点をたたき出し、ドミニカ共和国チーム初優勝の原動力となり自らもMVPおよびファーストアウトサイドスパイカーに輝いた。
10月8日、イタリアセリエAのSuedtirol Neruda Bolzano（イタリア語版）は、ブライエリンの移籍を発表した。

## 所属チーム
- Distrito Nacional（首都地区クラブ）（2010年）
- Centro （2010年）
- Mirador（英語版）（2011年）
- Distrito Nacional（2012年）
- Mirador（2013-2015年）
- Suedtirol Neruda Bolzano （2015年）
- Mirador（2015-2016年）
- FVブスト・アルシーツィオ（2016-2017年）
- カザルマッジョーレ（2017-2018年）
- Caribeñas VC（2017-2019年）
- Aydın Büyükşehir Belediyespor（2018-2019年）
- プライア・クルーベ（2019-2023年）
- ディナモ・カザン（2023年-）

## 受賞歴
- 2011年 ユースパンアメリカンカップ - ベストスパイカー
- 2012年 
  - NORCECAジュニア選手権 - ベストスコアラー
  - NORCECAユース選手権 - ベストスコアラー、ベストスパイカー
- 2013年
  - 世界U18選手権 - ベストアウトサイドヒッター
  - 世界U23選手権 - ベストアウトサイドヒッター
- 2014年
  - U23パンアメリカンカップ - MVP、ベストスコアラー、ベストスパイカー
- 2015年
  - 世界U23選手権 - ベストアウトサイドスパイカー
  - 世界U20選手権 - MVP、ファーストアウトサイドスパイカー